# Districtul Changning
Changning (长宁 în chineză, Chángníng în pinyin) este un district în Shanghai, Republica Populară Chineză. Este locația Parcului Zhongshan.